# Фильтрационный лагерь НКВД № 188
Фильтрационный лагерь НКВД № 188 (Тамбовский лагерь военнопленных) — спецучреждения для проверки лиц, бывших в немецком плену или на оккупированной территории. Был организован в январе 1942 года, с 20 марта 1942 года и до января 1945 года назывался «Специальный лагерь № 188». Находился в лесу в 15 км от Тамбова (и в пяти километрах от станции Рада).

## История лагеря
Лагерь был организован в январе 1942 года. Первоначальное предназначение лагеря было для солдат Красной армии, которые были захвачены немцами. Начальником управления лагеря был майор госбезопасности И. С. Юсичев.

### Контингент заключенных
С декабря 1942 года в лагере содержались военнопленные, попавшие в плен после Сталинградской битвы. Общее количество интернированных в лагере было около 18 000 мужчин, более шести тысяч погибли. В конце 1943 года в лагерь стали поступать военнопленные французы. Среди военнопленных были люди разных национальностей и стран — немцы, итальянцы, французы, австрийцы, венгры, поляки, румыны, чехи, сербы, хорваты, люксембуржцы, бельгийцы, швейцарцы, датчане, норвежцы, шведы, англичане, американцы.

### Смертность в лагере
Учёта заключённых прибывших по этапу и умерших в пути не велось, как не было и точного учёта погибших впоследствии. Как свидетельствует рапорт начальника учётного отдела старшего лейтенанта госбезопасности И. Скворцова, направленный 17 марта 1945 года начальнику лагеря № 188: 

Доношу, что, начиная с января месяца 1945 года, не предоставляются акты о захоронении в/пленных. В силу чего материалы на умерших в/пл. высылаются не полностью оформленными, о чём имеется напоминание отдела по руководству лагерями. Прошу вашего указания о своевременном составлении и предоставлении в учётное отделение актов о погребённых в/пленных…
В 1943 году задокументированная смертность составляла: январь — 1464 человека, февраль — 2581, март — 2770, апрель — 1811 человек.

### Использование заключённых на строительных работах
В 1944 годы пленных лагеря использовали на строительстве шлюзов и плотин реки Цна и на работе в судостроительном заводе «Цнинстроя». 4 и 9 августа 1944 года 807 военнопленных немцев были посланы работать на Горельский гидроузел «Цнинстроя», а 16 августа были задействованы ещё 190 военнопленных. Пленных послали работать также и на Троицко-Дубровском гидроузле и в Тамбовский судостроительный заводе, где были задействованы 175 пленных.

### Захоронения
В 1943—1945 годах в братских могилах возле станции Рада были захоронены более 10 тысяч узников лагеря французов.
8 августа 1998 года на местах захоронений военнопленных у станции Рада было торжественно открыто мемориальное кладбище. На открытие прибыли ветераны войны, дипломаты, военные атташе из ряда стран — Австрии, Германии, Италии, Польши, Венгрии, Чехии, Франции.